# ロンドン大学
ロンドン大学（ロンドンだいがく、英: University of London、略称 UoL）は、1836年に設立された、イギリスのロンドン市中心部ラッセル・スクウェアに本部を置く、カレッジ制の大学連合である。日本では「ロンドン大学連合」とも呼ばれ、各カレッジは個別の大学として扱われる。市内にある全ての大学が所属している訳ではなく、加盟は研究実績などの審査を通して行われる。現在は17のカレッジ、および研究機関で構成されている。
ロンドン大学の各カレッジはそれぞれの設立理念・教育研究方針に基づき、学生の入学審査・学校運営・教員採用などを独自に行っており、独自の学位を授与しているカレッジもある。大学を構成する学寮としてカレッジを使用している英国の伝統大学（オックスフォード大学・ケンブリッジ大学・ダラム大学）のカレッジ制度とは異なる。

## 概説

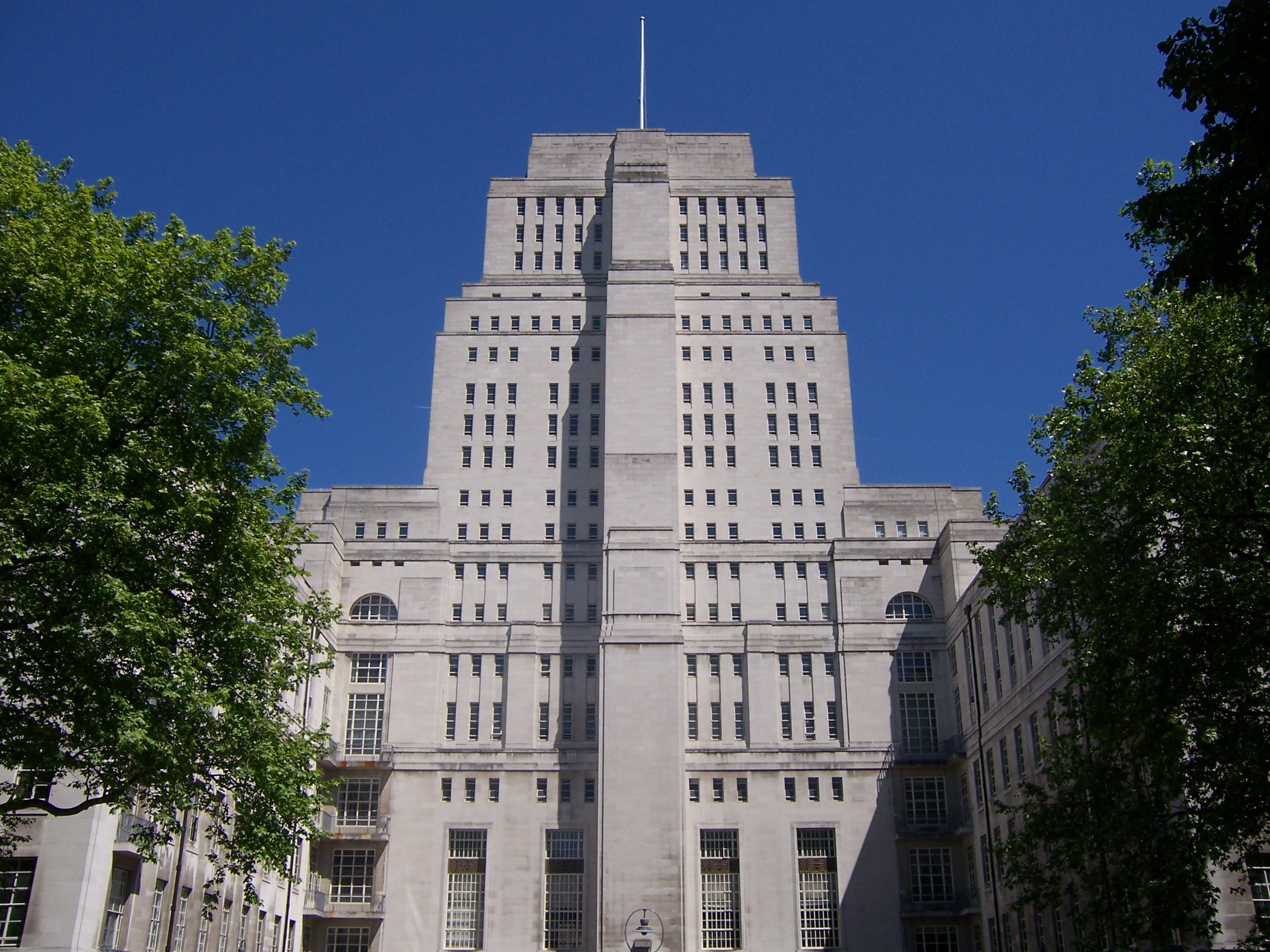
ロンドン大学本部（Senate House）

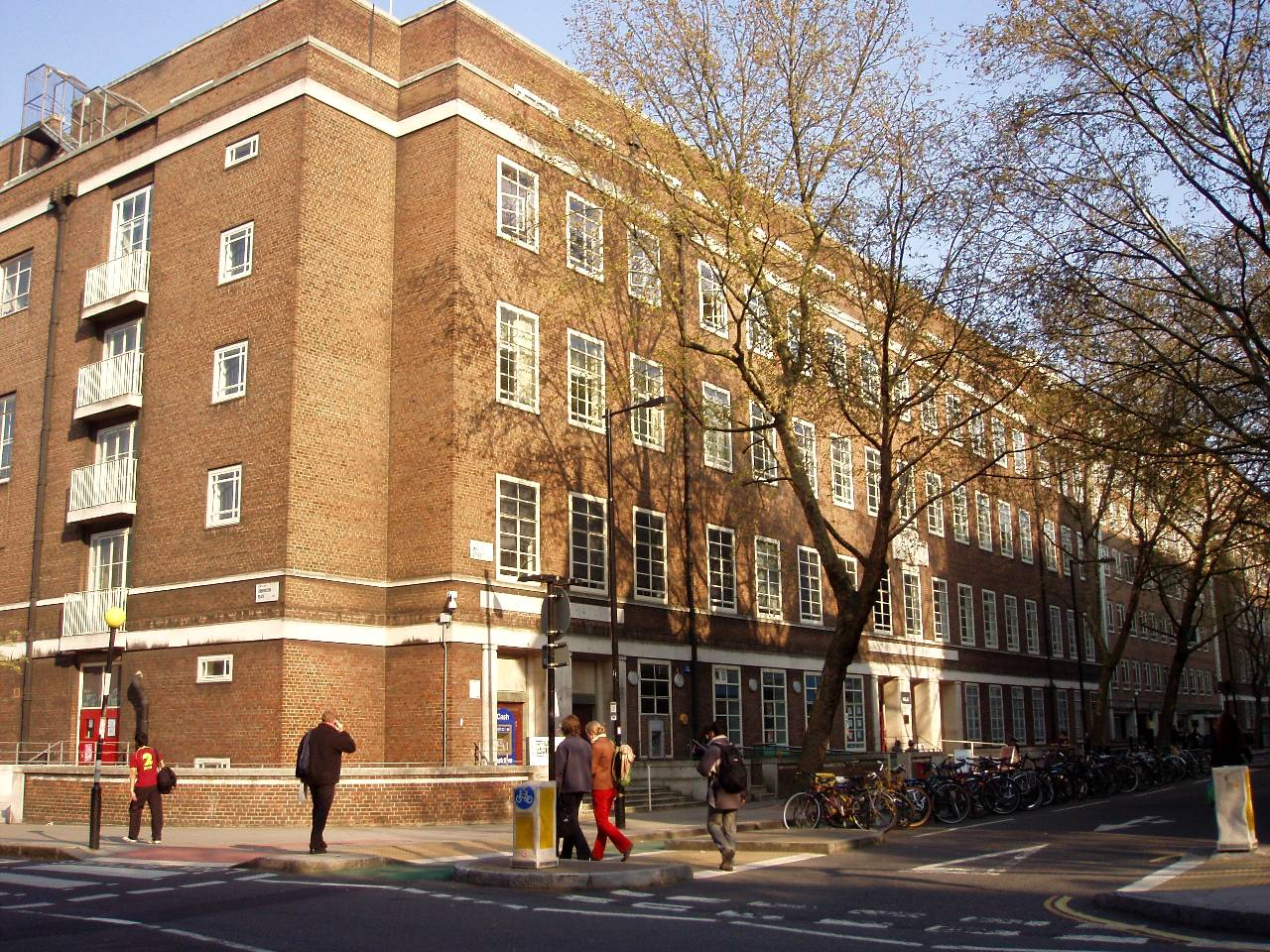
ロンドン大学 学生生協 (ULU)

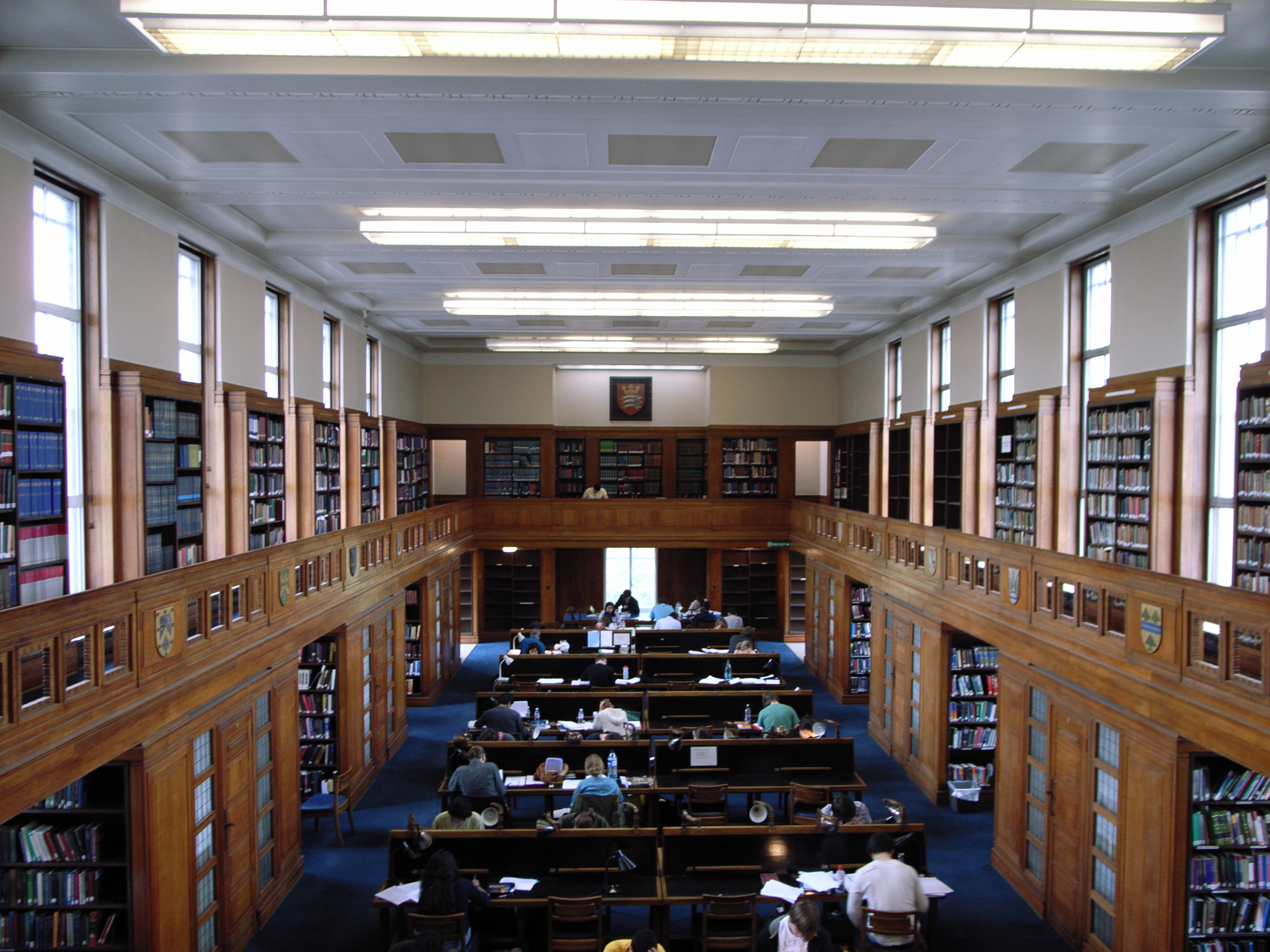
ロンドン大学本部 図書館

ロンドン大学はユニヴァーシティ・カレッジ・ロンドン（UCL）とキングス・カレッジ・ロンドン（KCL）の学生に学位を授与する機関として19世紀中頃に設立された。20世紀になり、所属カレッジは増えていったが、各カレッジは高い独立性を維持しつつも、時には結束して政府に対してロビー活動を展開していた。
ロンドン大学の際だった特色は「人々のための大学」という伝統である。この伝統は、ロンドン大学の基礎団体のUCLが英国国教会の信徒にのみ進学が許されていたオックスフォード大学とケンブリッジ大学に対抗して、人種、宗教、政治的信条に関わりなく広く学問への門戸を開くため設立されたことに起因する。また、イギリスで初めて女性に学位を授与したのもロンドン大学（UCL）である。
ロンドン大学の各カレッジ所属の学生は、ロンドン大学生協（現: Student Central、旧: University of London Union、ULU）や各カレッジにある大学生協を相互利用することができる。同様に、図書館の相互利用やロンドン大学本部にある図書館も利用可能である。カレッジ共同の学生寮も複数整備されている。もっとも、ロンドン大学本部から遠い場所にあるカレッジの学生はこのような特典を利用しづらいのが難点である。
2017年よりロンドン大学のグローバルMBAプログラム（ロンドン大学クイーン・メアリーによるAcademic Direction）が開始され、世界各地域で提携するLocal Teachingセンターでの受講もしくはオンラインでも受講が可能となっている。取得できる学位はMBA Degree（経営学修士）である。

## 構成

### 構成カレッジ
ロンドン大学の構成カレッジおよび研究所は、以下の通りである（アルファベット順）。学部及び大学院の学生数は、2018年度時点での集計。
| 画像              | 校名 | 加盟年 | 学生数 |
| ----------------- | --- | ------ | ------ |
|                   | ロンドン大学バークベック校 Birkbeck, University of London (BBK)                                                 | 1920   | 10,200 |
|                   | ロンドン大学ブルネル校 Brunel University of London (BUL)                                                        | 2024   | 18,370 |
|                   | ロンドン大学シティ・セント・ジョージズ校 City St George's, University of London (City)                          | 2016   | 24,305 |
|                   | コートールド美術研究所 Courtauld Institute of Art                                                               | 1932   | 605    |
|                   | ロンドン大学ゴールドスミス校 Goldsmiths, University of London                                                   | 1904   | 9,350  |
|                   | ロンドン大学癌研究所 The Institute of Cancer Research (ICR)                                                     | 2003   | 375    |
|                   | キングス・カレッジ・ロンドン King's College London (KCL)                                                        | 1836   | 41,045 |
| Sammy Ofer Centre | ロンドン・ビジネス・スクール London Business School (LBS)                                                       | 1964   | 2,300  |
|                   | ロンドン・スクール・オブ・エコノミクス London School of Economics (LSE)                                         | 1900   | 13,295 |
|                   | ロンドン大学衛生熱帯医学大学院 London School of Hygiene & Tropical Medicine (LSHTM)                             | 1924   | 1,040  |
|                   | ロンドン大学クイーン・メアリー校 Queen Mary University of London (QMUL)                                         | 1915   | 26,690 |
|                   | 王立音楽アカデミー Royal Academy of Music (RAM)                                                                 | 2003   | 785    |
|                   | ロイヤル・セントラル・スクール・オブ・スピーチ・アンド・ドラマ Royal Central School of Speech and Drama (RCSSD) | 2005   | 1,010  |
|                   | ロンドン大学ロイヤル・ホロウェイ校 Royal Holloway, University of London (RHUL)                                  | 1900   | 13,005 |
|                   | 王立獣医学校 Royal Veterinary College (RVC)                                                                     | 1915   | 2,550  |
|                   | 東洋アフリカ研究学院 School of Oriental and African Studies (SOAS)                                              | 1916   | 6,075  |
|                   | ユニバーシティ・カレッジ・ロンドン University College London (UCL)                                              | 1836   | 51,810 |

### かつての構成カレッジ
- インペリアル・カレッジ・ロンドン（ICL） - 2007年に脱退。
- ロンドン大学セント・ジョージズ校（SGUL） - 2024年に下記大学と合併。
- ロンドン大学シティ校（City） -  2024年に上記大学と合併。

### ロンドン大学指定機関
指定機関 (Listed Body) とは、独自に学位を認定する権限は持たないが、所与の条件を満たせばロンドン大学により学位の認定を受けられる教育・研究機関である。ロンドン大学には以下の指定機関がある。
- ロンドン大学パリ研究所（University of London Institute in Paris）
- ロンドン大学高等研究院（School of Advanced Study）
- ミルポート海洋生物研究所（University Marine Biological Station Millport） - グラスゴー大学の指定機関でもある。

### ロンドン大学通信課程が起源の大学
- イングランドのノッティンガム大学
- イングランドのサウサンプトン大学
- イングランドのレスター大学
- スリランカのセイロン大学

### ロンドン大学が特別支援したイギリス連邦の大学
ロンドン大学は1946年から1970年の間、イギリス連邦内の複数の大学を学術・大学運営の両面で特別支援していた。支援を受けた大学は以下の通りである。
- ジンバブエ共和国のジンバブエ大学
- ナイジェリア連邦共和国のイバダン大学
- ケニア共和国のナイロビ大学
- 西インド諸島の西インド諸島大学

## 本部

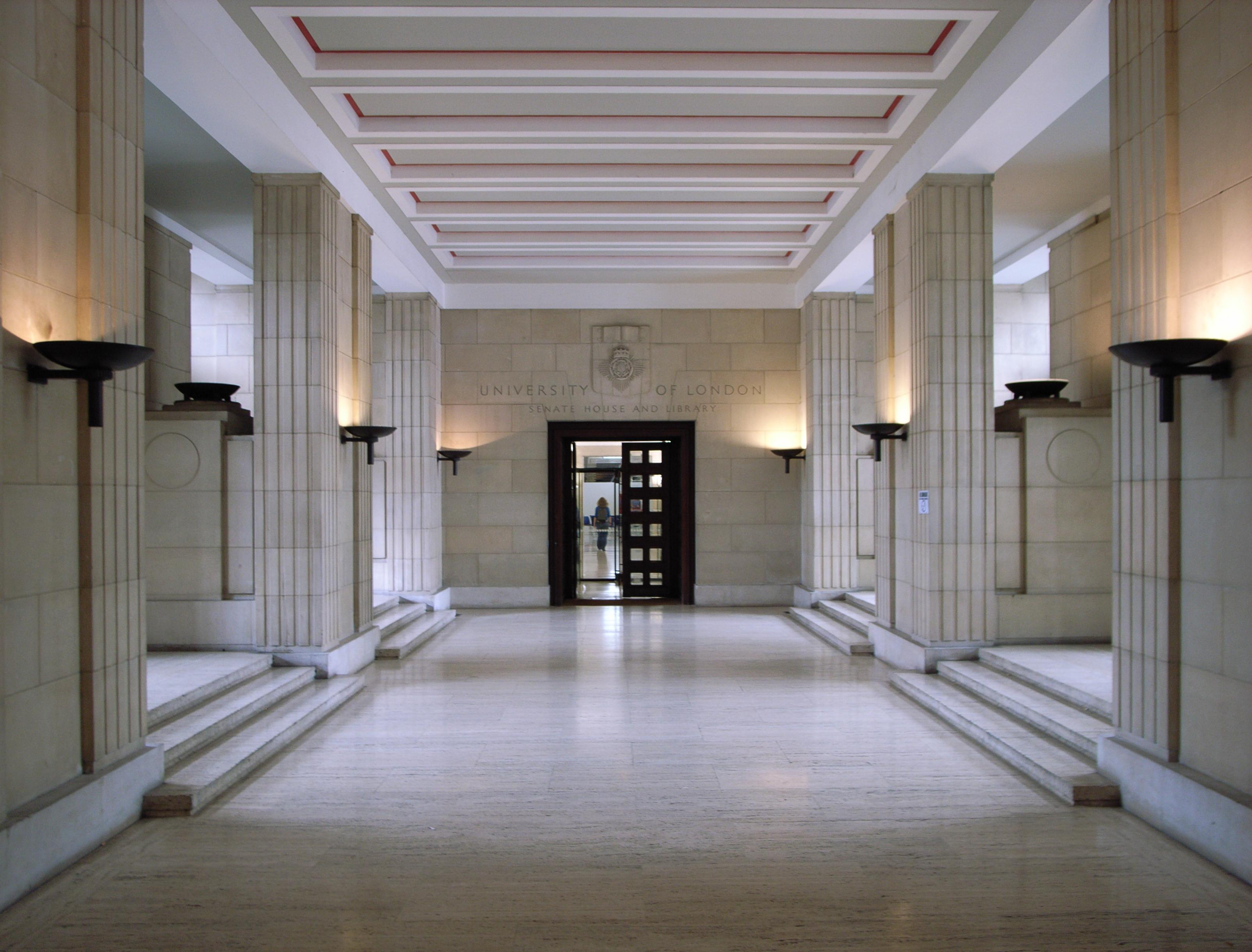
ロンドン大学本部 内部

ロンドン大学はブルームスベリー地区に160ほどの建物を所有している。この中心にあるのがラッセル・スクウェアに面したロンドン大学本部である。ロンドン大学が設立された19世紀当時、本部はピカデリー・サーカスにほど近いバーリントン・ガーデン（現在の王立芸術院の所在地）にあった。20世紀以降、ロンドン大学に加盟する教育機関が増え、1908年にはイギリス最大の大学となったため業務が増し、手狭になった本部はサウス・ケンジントンなど数カ所を転々とした。そこで、ロンドン大学はロックフェラー財団の援助を受けてベッドフォード公爵（Duke of Bedford）から大英博物館にほど近い土地を本拠地として購入した。1933年に国王ジョージ5世が建築開始の儀式を行い、その後4年の歳月が流れた1937年、チャールズ・ホールデン設計のロンドン大学本部が完成した。約70年前に完成したこのロンドン大学本部には現在、食堂や学生に住居を斡旋する部署、ロンドン大学先端研究所が入居している。また前述のロンドン大学本部図書館もこの本部にある。この図書館は大英図書館、LSEの図書館に次いでロンドンで3番目に大きな図書館で、約300万冊の書籍を保有している。

## 関係者
ロンドン大学は80人以上のノーベル賞受賞者とジョン・F・ケネディ、アウンサンスーチー等60人以上の各国元首・大統領・首相を輩出している。マハトマ・ガンジーや南アフリカのツツ元大主教も含まれる。
ロンドン大学は日本との関係も大変深い。毎年沢山の日本人がロンドン大学の各カレッジに留学している。また歴史的にも日本人の留学を最も早い時期に受け入れたのが現在のUCLで、その中には後に日本最初の内閣総理大臣になる伊藤博文、あるいは井上馨など長州五傑がいる。その後、夏目漱石もUCLに国費留学している。現代では小泉純一郎、麻生太郎がそれぞれUCLとLSEに留学経験がある。ただし、伊藤博文、夏目漱石、小泉純一郎、麻生太郎のいずれもロンドン大学の学位は持っていない。また、同大東洋学部（現SOAS）では東南アジア戦線での対日本戦略のために約650名の特別選抜学徒兵が日本語習得の特訓を受け、駐日英国大使のヒュー・コータッツィや歴史学者のイアン・ニッシュなど、日本占領時からその後の日英関係で活躍した人物が多数いる。